# Epidapus denticulatus
Epidapus denticulatus är en tvåvingeart som först beskrevs av Werner Mohrig och Nina Krivosheina 1982.  Epidapus denticulatus ingår i släktet Epidapus och familjen sorgmyggor. Inga underarter finns listade i Catalogue of Life.